# Antics
Antics, det andra musikalbumet av Interpol, släppt den 27 september, 2004.

## Låtar på albumet
1. "Next Exit" (3:20)
2. "Evil" (3:35)
3. "NARC" (4:07)
4. "Take You On A Cruise" (4:54)
5. "Slow Hands" (3:04)
6. "Not Even Jail" (5:46)
7. "Public Pervert" (4:40)
8. "C'mere" (3:11)
9. "Length Of Love" (4:06)
10. "A Time To Be So Small" (4:51)